# Kobiece Jednostki Ochrony

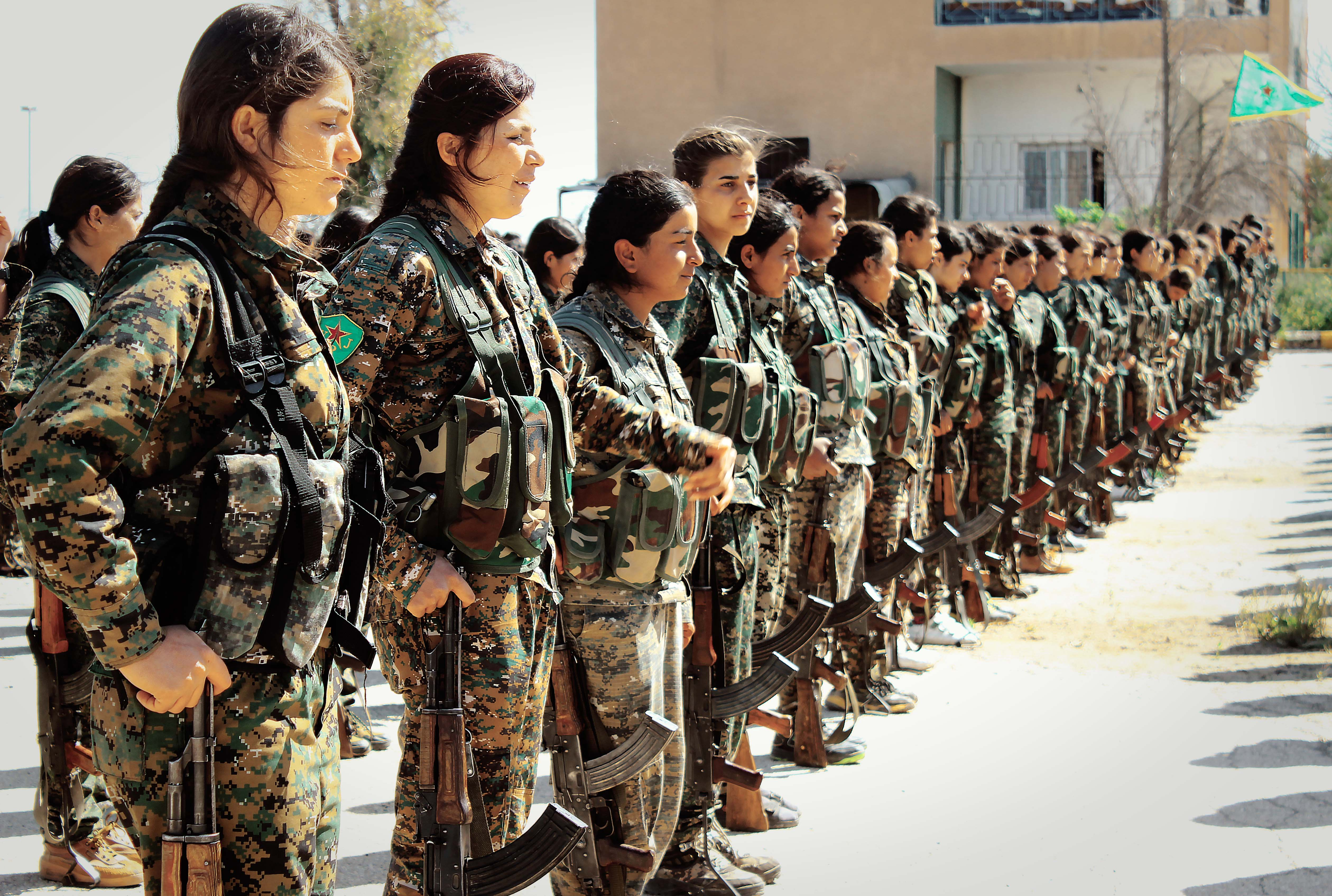
Bojowniczki Kobiecych Jednostek Ochrony (YPJ)

Kobiece Jednostki Ochrony (kurd. Yekîneyên Parastina Jin – YPJ) – jeden z rodzajów kurdyjskiej milicji wchodzące w skład Powszechnych Jednostek Ochrony, które to stanowią oficjalną armię Demokratycznego Systemu Federalnego Północnej Syrii.   
Elementem wyróżniającym YPJ od reszty sił kurdyjskich w Rożawie jest fakt, że w skład oddziałów wchodzą wyłącznie kobiety.

## Historia
Kobiece Jednostki Ochrony powstały w 2012 roku jako wydzielona część Powszechnych Jednostek Ochrony i już w 2014 roku liczyły ponad 7000 bojowniczek w wieku od 18 do 40 lat. W 2016 roku liczba ta wzrosła do 20 000, natomiast w marcu 2017 roku rzecznik sił kurdyjskich w Rożawie poinformował, że liczebność kobiet walczących w oddziałach YPJ wynosi około 24 000, przy czym łączna liczba żołnierzy YPG to ponad 60 000.
YPJ razem z innymi oddziałami YPG, od momentu włączenia się sił kurdyjskich w wojnę domową w Syrii, prowadzą działania wojenne skierowane głównie przeciwko siłom rządowym (początkowo), Państwu Islamskiemu, Frontowi an-Nusra oraz innym islamistycznym ugrupowaniom syryjskiej opozycji. Szczególnie podkreślany był wkład kobiecych oddziałów sił kurdyjskich w czasie oblężenia Kobanî, a także podczas przeprowadzenia akcji ratowniczej jezydzkiej mniejszości w północnym Iraku, która ukrywała się przed Państwem Islamskich na górze Sindżar.

## Pobór
Na terenach kontrolowanych przez Federację Rożawy nie jest przeprowadzany przymusowy pobór. Tak jak w przypadku innych oddziałów YPG, YPJ swoje siły opiera wyłącznie na osobach zaciągających się dobrowolnie, którym wypłacane jest miesięczne wynagrodzenie w wysokości 200 dolarów amerykańskich.

## Ideologia
Oficjalną ideologią YPJ jest demokratyczny konfederalizm, a przede jeden z jego elementów, czyli jineologia, czego autorem jest Abdullah Öcalan, a przede jeden z jego elementów, czyli jineologia. Jak można przeczytać na oficjalnej stronie YPJ, ideą przyświecającą kobiecym oddziałom jest „obrona społeczeństwa kurdyjskiego przed zewnętrznymi atakami oraz budowa demokratycznej Syrii i wolnego Kurdystanu”, jak również sprzeciw wobec wojskowej dominacji mężczyzn oraz stosowanej przez nią reżimów religijnych, nacjonalistycznych, naukowych, patriarchalnych czy państwowych.
Amerykańska fotograf Erin Trieb, która fotografowała życie codzienne kobiet w północnej Syrii, podkreślała rolę jaką spełnia YPJ przy konfrontacji tradycyjnych oczekiwań związanych z płcią i redefiniowania roli kobiet w regionie. Według niej „YPJ jest ruchem feministycznym, nawet jeśli feminizm nie jest ich głównym zadaniem”. Stwierdziła również, że „chcą [bojowniczki YPG] równości między kobietami i mężczyznami, a także zmiany i rozwoju postrzegania kobiet w ich kulturze”.
Stworzenie YPJ zainspirowało inne grupy w regionie wchodzące w skład Demokratycznych Sił Syryjskich do poczynienia podobnych kroków. Jedną z milicji, które utworzyły podobne jednostki, jest Syriacka Rada Wojskowa, która powołała Kobiece Oddziały Ochrony Betnahrain. Również Rada wojskowa al-Bab, Dżabhat al-Akrad i Dżabhat Thuwar ar-Rakka ustanowiły własne jednostki żeńskie.